# Antonio Gutiérrez y Ulloa
Antonio Basilio Gutiérrez y Ulloa (Toro, Reino de las Españas 14 de junio de 1771 - México, 1831) fue un abogado y caballero de la Orden de Carlos III que se desempeñó como intendente de San Salvador (de 1805 a 1811, siendo destituido por el primer movimiento independentista de esa provincia), y como intendente de Guadalajara; desempeñando este último en dos ocasiones (desde 1819 hasta junio de 1821, y de 1822 a de 1823).

## Biografía
Antonio Basilio Gutiérrez y Ulloa de Vitoria y Sáez Sánchez de Mendiluci nació en Toro, Reino de las Españas el 14 de junio de 1771; siendo hijo de Nicolás Gutiérrez y Vitoria, y Francisca de Ulloa Prado Sáez. Estudió derecho en la Universidad de Toledo, y fue abogado en el tribunal por cuatro años. Contraería matrimonio con María de la Encarnación Barreda y Betancourt, quien era camarista de la reina; y con quien engendraría dos hijos y una hija llamada Casimira Gutiérrez Barreda.
En el año de 1797 fue designado ministro supernumerario del Tribunal de la Contaduría Mayor de Cuentas en Madrid; ejerciendo dicho puesto hasta el año de 1804, cuando dicho tribunal fue reformado. Ese mismo se lo nombró intendente de Huancavelica, pero eso nombramiento no tuvo efecto. El 19 de septiembre de ese año se le otorgaría título de la Orden de Carlos III.

### Intendente de San Salvador
El 9 de septiembre de 1804, el rey Carlos IV lo nombró como intendente de San Salvador; en dicho nombramiento, no se especificaba la duración del cargo, y se le asignaba un sueldo de 4000 pesos anuales. Por lo que se embarcó hacia el continente americano, en compañía de su esposa e hijos; dicho viaje fue muy accidentado y como resultado Gutiérrez perdió su equipaje, lo que será tomado en cuenta por el gobierno español en aras de mejorar su posición. Ya en Guatemala, y luego de realizar todos los trámites legales, el 17 de mayo de 1805, dispuso como fiadores a Vicente de Aycinena y Carrillo (márques de Aycinena), Gregorio Urruela, Juan Payes, y José María Peinado. Tomando posesión de ese cargo el 28 de junio de ese año.
Durante dicho mandato, ordenó el archivo de hacienda, y dirigió la formación del libro de la razón general de la real hacienda; asimismo, promovió las escuelas de primeras letras y de dibujos (con premios anuales); erigió la cárcel de mujeres; ejecutó la enajenación de las obras pías; y contribuyó al arreglo de la parroquia central de la ciudad de San Salvador.

#### Estado general de la provincia de San Salvador
En el año de 1807, realizó un informe sobre la situación de la intendencia de San Salvador, que sería titulado como: “Estado General de la Provincia de San Salvador, Reino de Guatemala”. El 13 de marzo de ese año, enviaría la primera parte de ese informe al presidente-gobernador y capitán general de Guatemala, Antonio González de Molinedo y Saravia; y en 1811, debido a petición del nuevo capitán general de Guatemala José de Bustamante, lo completaría con una segunda parte.
Dicho informe cuenta con una gran cantidad de datos estadísticos y sociales; sobre la vida en las principales ciudades, el atraso general en las poblaciones rurales y una detallada enumeración descriptiva de los pueblos, haciendas y rancherías (y los propietarios de varias de ellas); así como también muestra los prejuicios que había entre las diferentes castas en que se dividía la sociedad colonial.
En total, Antonio reportó que existía una población de 165,278 individuos en la intendencia de San Salvador, que estaba dividida así: 
- 4,728 eran españoles
- 89,374 mulatos
- 71,176 Indígenas.[4][5]

#### Sucesos posteriores y primer movimiento independentista
El 18 de marzo de 1807 envió a la Real Audiencia de Guatemala las averiguaciones que se habían hecho sobre unos pasquines que le habían colocado frente a la casa y que consideraba subversivos. En abril de 1808, solicitó que se le concediese el cargo de intendente de Oaxaca, pero dicha solicitud no tuvo efecto.
En el año de 1808, España fue invadida por las tropas de Napoleón Bonaparte, y la familia real española fue aprisionada; más tarde se conformó una regencia para expulsar a los franceses y realizar reformas que paulatinamente llevaría a la constitución de Cádiz. Esto ocasionó que los ayuntamientos tuvieran potestad para elegir diputados; pero a su vez ocasionó una reacción en contra por parte de las autoridades (sobre todo con la llegada como presidente-gobernador y capitán general de Guatemala de José de Bustamante); a su vez, el miedo a personas de origen o con ideas francesas en el territorio de la Real Audiencia de Guatemala, llevó a la creación de un tribunal de fidelidad para perseguir y enjuiciar a dichas personas. Gutiérrez apoyaba las medidas dictadas por el gobierno de Guatemala, lo que le ocasionó enfrentamientos con funcionarios del ayuntamiento e intendencia (como el asesor letrado Pedro Barriere, quien decidió abandonar su cargo y dirigirse a Guatemala), y en particular con los criollos (quienes estaban a favor de las reformas), aunque también tenía amistad con algunos de ellos.
En 1811 la situación antes mencionada, sumada a los problemas económicos y los altos impuestos, creó un clima de incertidumbre, ante la cual el comandante del escuadrón de dragones el teniente coronel José Rosi le advirtió la posibilidad de una rebelión en su contra, a lo que Gutiérrez hizo caso omiso. En la noche del 4 de noviembre, debido a la inquietud que había en la ciudad por el encarcelamiento del presbítero Manuel Aguilar, del llamado para que se dirigiera a Guatemala el sacerdote Nicolás Aguilar, y las sospechas de un intento de asesinato contra el cura y vicario de la ciudad José Matías Delgado; fue visitado por el alcalde ordinario de segundo voto Bernardo Arce y su hijo Manuel, mientras que el escribano Mariano Fagoaga contuvo a las personas que se habían aglomerado e intentaban entrar en la casa; asimismo le ordenaría a Rosi que movilizara sus tropas, pero Rosi decidiría comunicarle dicha orden a la población. Al no poder hacer nada el intendente Gutiérrez, la gente se retiraría a detener a Bernardo Molina (quien supuestamente quería asesinar a José Matías Delgado) y a cuidar la casa del cura Delgado; por lo que en la mañana del siguiente día se desataría el primer movimiento independentista.
A las seis de la mañana del 5 de noviembre, el alcalde primero Manuel Morales ordenó que todos los peninsulares fueran llevados a prisión, y más tarde se decidió que fueran llevados a los distintos conventos; lo que sería llevado a cabo en los días siguientes; mientras tanto la casa de Gutiérrez sería varias veces rodeada por la multitud, que sería desalojada por Manuel José Arce. Al mediodía de ese día, Gutiérrez convocó a cabildo abierto, en donde la población nombró al nuevo ayuntamiento, y se delegó la seguridad del intendente a los hermanos Miguel y Manuel Delgado (hermanos de José Matías). El 6 de noviembre se nombraría como nuevo intendente a José Mariano Batres.
Permanecería en su casa, hasta el 9 de noviembre cuando fue llevado, junto con su familia, por Mariano Fagoaga al convento de Santo Domingo. Desde su casa, y luego desde el convento, escribiría informes sobre lo sucedido, en los que aún se consideraba en funciones. Estaría en el convento de Santo Domingo, hasta la llegada del nuevo intendente nombrado por el gobierno guatemalteco José Alejandro de Aycinena, el 3 de diciembre; cuando él y su familia, fueron acompañados por Manuel, y Miguel Delgado, y Mariano Fagoaga hasta Quezaltepeque, donde Leandro Fagoaga los condujo a Santa Ana, y desde ahí se dirigieron a Guatemala.
En Guatemala, su renuncia como intendente sería aceptada el 26 de septiembre de 1812, quedando con medio sueldo (del que tenía como intendente) hasta que tuviese una nueva colocación; en dicha ciudad, daría su testimonio ante el proceso de infidencia que buscaba averiguar como habían sido los acontecimientos de dicho movimiento.

### Intendente de Guadalajara
El 10 de agosto de 1814 fue nombrado como intendencia de Guadalajara (cargo que a su vez tenía adjunto los títulos de presidente-gobernador y capitán general del reino de Nueva Galicia). Pero como todavía no era tiempo para que tomase posesión, se quedó en Guatemala; donde, en 1815, solicitó que se le declarase en el goce del montepío militar; y donde, en mayo de ese año, aparece como editor del periódico de la Sociedad Amigos del País.
En enero de 1816, realizaría el viaje del puerto de Acajutla al de San Blas, para lo cual el comerciante Juan Bautista Marticorena le facilitó el equivalente a 6 pagas de la real hacienda. Su viaje coincidiría con el comienzo del movimiento insurgente en ese territorio y a poco tiempo de que se hubiese decretado la unión del puesto de intendente con el de comandante general de Nueva Galicia. Por lo que al llegar, el virrey de Nueva España Félix Calleja le ordenó que se estableciese se en la Ciudad de México. En ese momento le llegó nombramiento como intendente de Oaxaca, pero no tuvo efecto.
El 20 de mayo de 1817 se dispuso la separación del mando militar del de intendente en Guadalajara, por lo que se le confirió nuevamente el cargo, con un sueldo de 6000 pesos anuales; lo cual fue confirmado por las reales órdenes del 18 de julio y 11 de noviembre de ese año. Pero al llegar al llegar a ese territorio, el general José de la Cruz no quiso entregarle el mando militar y político; por lo que únicamente quedó como jefe superior de la real hacienda, asumiendo ese cargo el 21 de abril de 1819.
Durante su mandato, a pesar de aceptar las limitaciones de su cargo, en 1819 tuvo conflictos con de la Cruz por sobre a quien le correspondían los bandos sobre impuestos, introducción de máquinas de vapor, o del matrimonio de Fernando VII; también pidió que se le concediese honores de intendente de ejército. Asimismo, publicó dos libros: "Libro de la Razón General de la Hacienda Nacional de la provincia de Guadalajara", y "Ensayo histórico político del reino de Nueva Galicia, con notas políticas y estadísticas de la provincia de Guadalajara".
En junio de 1821, cuando lo contenido del plan de Iguala se había diseminado, José de la Cruz salió a combatir a los independentistas, quedando Gutiérrez a cargo de la provincia (esta vez con todas las facultades); hasta que de la Cruz capituló ante las tropas de Pedro Celestino Negrete, quien vino a ocupar el cargo de intendente.
En febrero de 1822 sería designado  intendente jefe político superior de la provincia de Guadalajara (que además tenía los títulos de Jefe superior de Hacienda Pública y de la Casa Imperial de Moneda provisional, y Director de la Sociedad Patriótica), debido a la ausencia de Celestino Negrete. Durante ese tiempo actuaría de manera fiel al gobierno del emperador Agustín de Iturbide, controlando conspiraciones republicanas en contra del gobierno.
A partir de octubre de 1822, Luis Quintanar se hizo con el cargo de jefe político superior, quedándole a Gutiérrez el cargo de intendente; el cual desempeñaría hasta el siguiente año, en el que a su vez sería miembro de la diputación provincial y gobernador interino del estado de Jalisco. Fallecería por el año de 1831.

## Obras
- Estado general de la Provincia de San Salvador, Reino de Guatemala (1807)[1][4]
- Ensayo histórico político del reino de Nueva Galicia, con notas políticas y estadísticas de la provincia de Guadalajara (1816)[7]
- Libro de la Razón General de la Hacienda Nacional de la provincia de Guadalajara (1818)[7]